# NES-on-a-chip

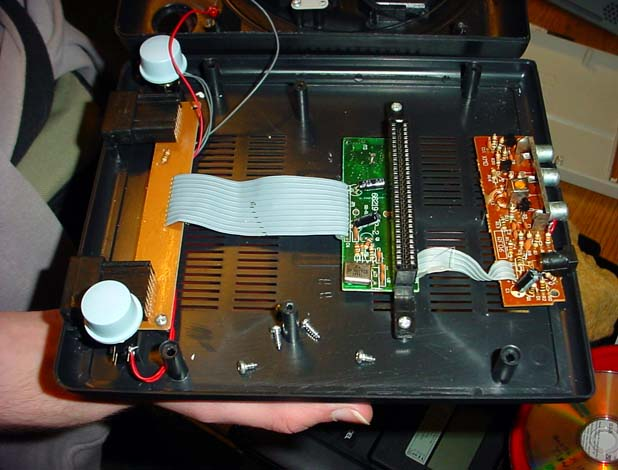
Bild på insidan av en NES-kopia. På det gröna kretskortet i mitten ryms hela systemet.

NES-on-a-chip (NOAC) är smeknamnet på en integrerad krets som har förmågan att fungera som en komplett Nintendo Entertainment System-konsol i en enda krets, ett så kallat system-on-a-chip (SOAC).
De första NOAC-lösningarna har daterats till 1992 eller 1993, då den taiwanesiska halvledartillverkaren UMC sålde kretsen UMC6561. Serien har sedan dess utökats med nyare varianter, och det är inte uteslutet att fler tillverkare finns.
Ett NOAC är förvisso så gott som helt kompatibelt med en riktig NES, i bemärkelsen att spelen fungerar, men alla kända NOAC dras med problem både vad gäller bild- och ljudkvalitet.
Dessa enkretslösningar användes länge enbart till piratkopierade Nintendokonsoler, men har upplevt en renässans på senare år då de har stoppats in i joystickar och handkontroller som därmed innehåller en hel spelkonsol. Dessa småkonsoler har blivit storsäljare i leksaksaffärer och säljs ofta i nostalgipaket med en rad klassiska spel inbyggda. Dessutom förekommer NOAC-kretsar ofta i annan kinesisktillverkad hemelektronik som bärbara DVD-spelare.